# Lunca Bradului
Lunca Bradului (veraltet Polești-Ilva auch Păluta; ungarisch Palotailva) ist eine Gemeinde im Kreis Mureș in der Region Siebenbürgen in Rumänien.

## Geographische Lage

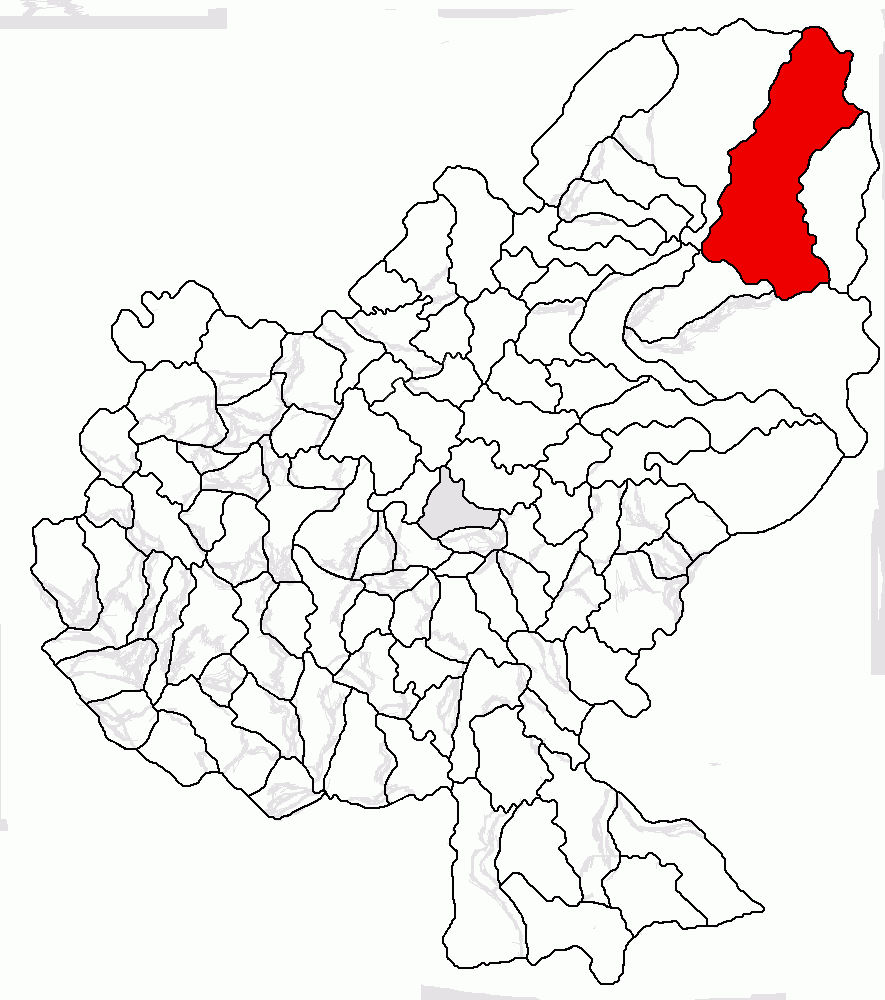
Lage der Gemeinde Lunca Bradului im Kreis Mureș

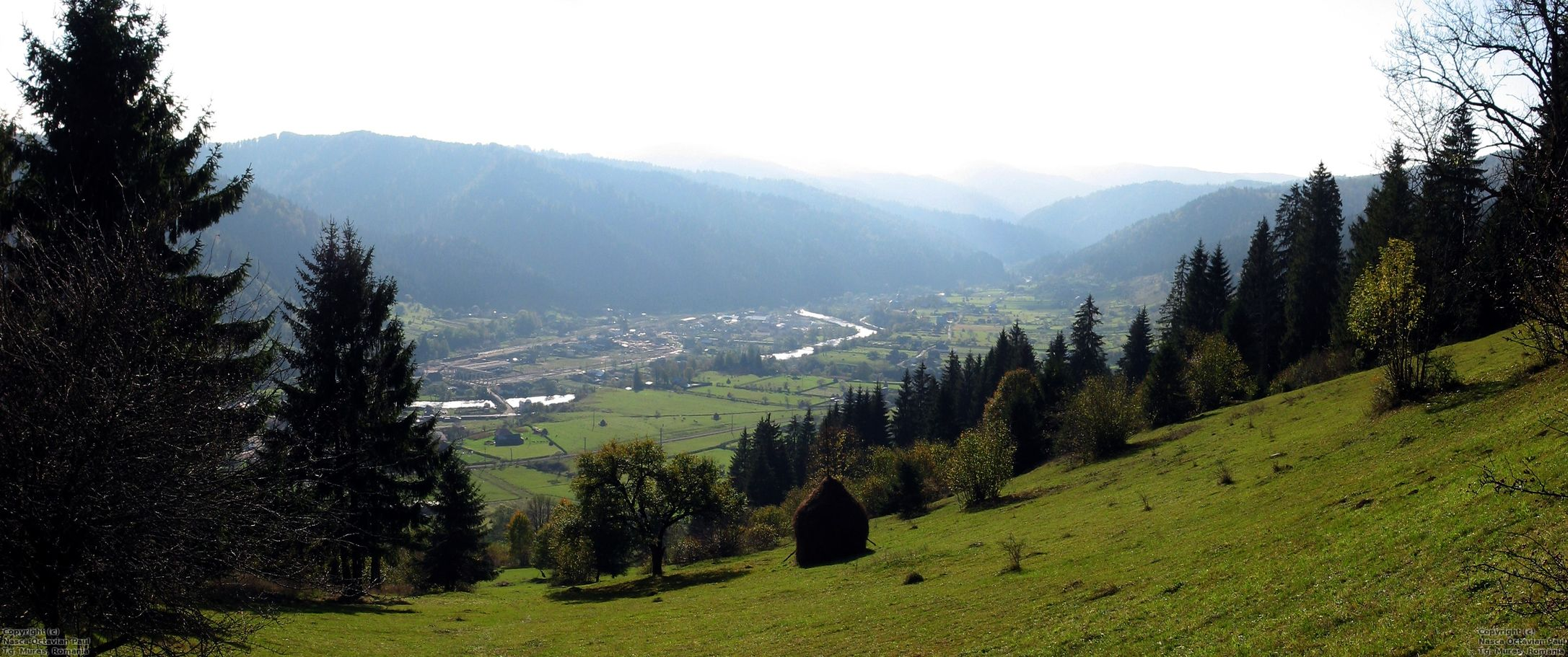
Blick auf Lunca Bradului

Die Gemeinde Lunca Bradului liegt in den nördlichen Ausläufern des Gurghiu-Gebirges (Munții Gurghiu) und den südlichen des Călimani-Gebirges (Munții Călimani) – beide, Gebirgszüge der Ostkarpaten – am Oberlauf des Mureș (Mieresch). Der Ort Lunca Bradului befindet sich am Drum național 15 – Teilstrecke der Europastraße 578 – und der Bahnstrecke von Târgu Mureș nach Gheorgheni, 45 Kilometer nordöstlich von der Stadt Reghin (Sächsisch-Regen) und etwa 80 Kilometer nordöstlich von der Kreishauptstadt Târgu Mureș (Neumarkt am Mieresch) entfernt.
Die Gemeinde Lunca Bradului befindet sich im Naturschutzgebiet der Deda-Toplița Schlucht, Teil des, nach unterschiedlichen Angaben, 7.733 Hektar oder 9.156 Hektar großen Naturparks Defileul Mureșului Superior.
Die eingemeindeten Dörfer befinden sich zwischen zwei und fünf Kilometer vom Gemeindezentrum entfernt.

## Geschichte
Der Ort Lunca Bradului, wurde erstmals 1770 urkundlich erwähnt.
Im Königreich Ungarn gehörte die heutige Gemeinde dem Stuhlbezirk Régen felső (Ober-Regen) im Komitat Maros-Torda, anschließend dem historischen Kreis Mureș und ab 1950 dem heutigen Kreis Mureș an.

## Bevölkerung
Die Bevölkerung der Gemeinde Lunca Bradului entwickelte sich wie folgt:
| 1850 | 246   | 232   | -   | -   | 14            |
| 1920 | 1.413 | 673   | 382 | 131 | 227           |
| 1966 | 2.665 | 1.867 | 792 | 4   | 2             |
| 2002 | 2.150 | 1.723 | 322 | -   | 105           |
| 2011 | 2.035 | 1.608 | 266 | 2   | 159           |
| 2021 | 1.666 | 1.345 | 139 | 2   | 180 (72 Roma) |

Seit 1850 wurde auf dem Gebiet der heutigen Gemeinde die höchste Einwohnerzahl 1966 registriert. Die höchste Anzahl der Rumänen (1.991) wurde 1977 der Magyaren wurde (1.422) 1941, die der Rumäniendeutschen 1920 und die der Roma (108) wurde 2011 ermittelt. Des Weiteren wurden bei einigen Aufnahmen auch einige wenige Slowaken und Ukrainer registriert.
Die Hauptbeschäftigung der Bevölkerung ist die Forstwirtschaft.

## Sehenswürdigkeiten
- Außer, dass die Gemeinde Ausgangspunkt zum Nationalpark Călimani ist, sind keine nennenswerte Sehenswürdigkeiten in der Gemeinde vorhanden.

## Persönlichkeit
- Eugen Pavel (* 1946), Philologie[8]